# Rödbrynad astrild
Rödbrynad astrild (Neochmia temporalis) är en fågel i familjen astrilder inom ordningen tättingar.

## Utseende och läte
Rödbrynad astrild är en liten astrild, med olivgrön ovansida, grå undersida, rött ögonbrynsstreck, röd näbb och svart stjärt. I flykten är röd övergump tydlig. Vanligaste lätet är ett tunt "seeeeep".

## Utbredning och systematik
Rödbrynad astrild delas in i två underarter:
- N. t. minor – förekommer i nordöstra Queensland (Cape York Peninsula)
- N. t. temporalis – förekommer i östra Australien (nordöstra Queensland till södra Victoria och sydöstra South Australia)

## Levnadssätt
Rädbrynad astrild hittas i gräsrika områden nära tät vegetation. 

## Status
Arten har ett stort utbredningsområde och beståndet anses stabilt. Internationella naturvårdsunionen IUCN listar den därför som livskraftig (LC).

## Bilder

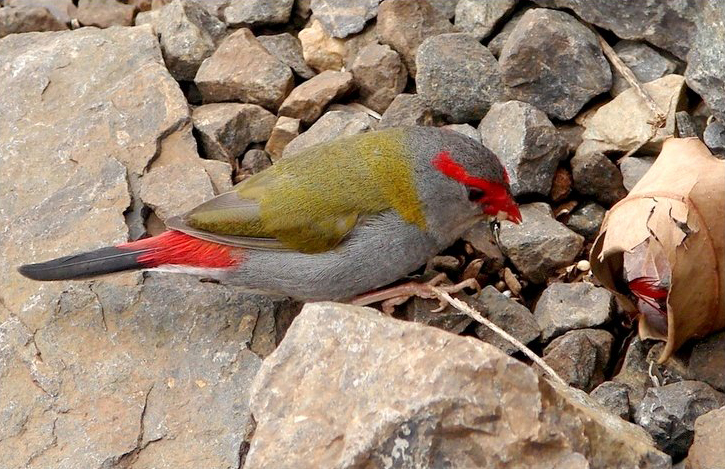
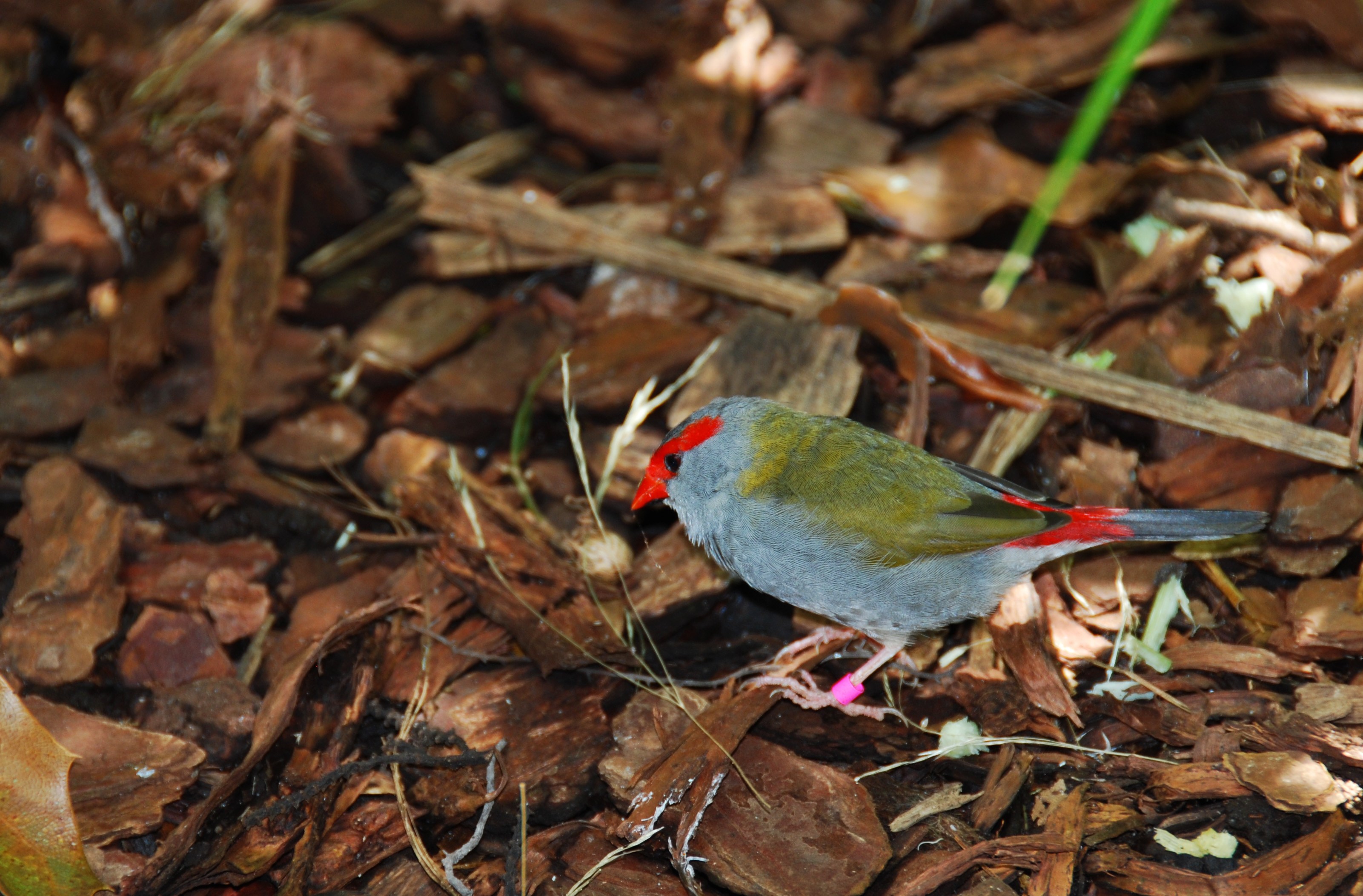
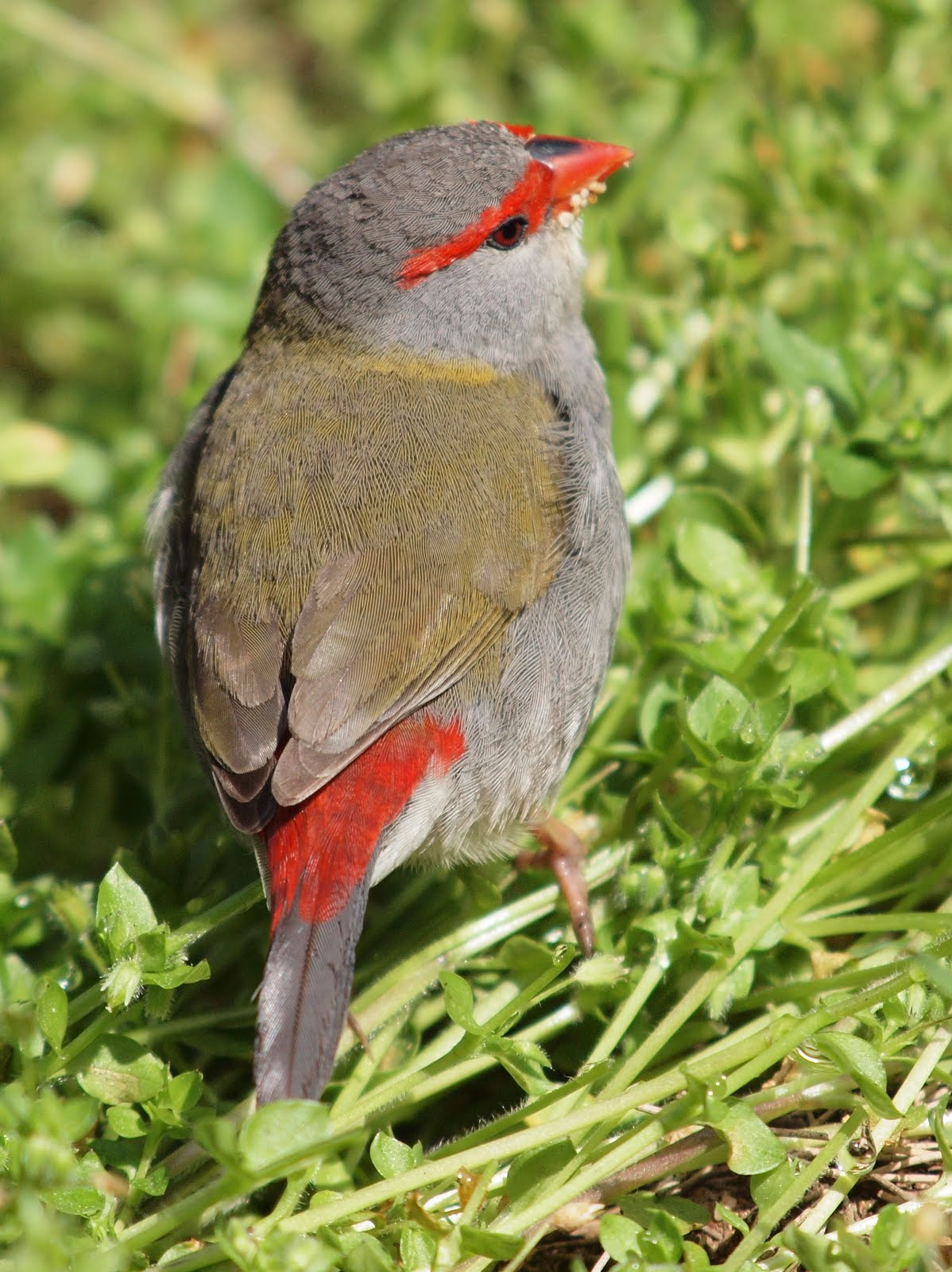
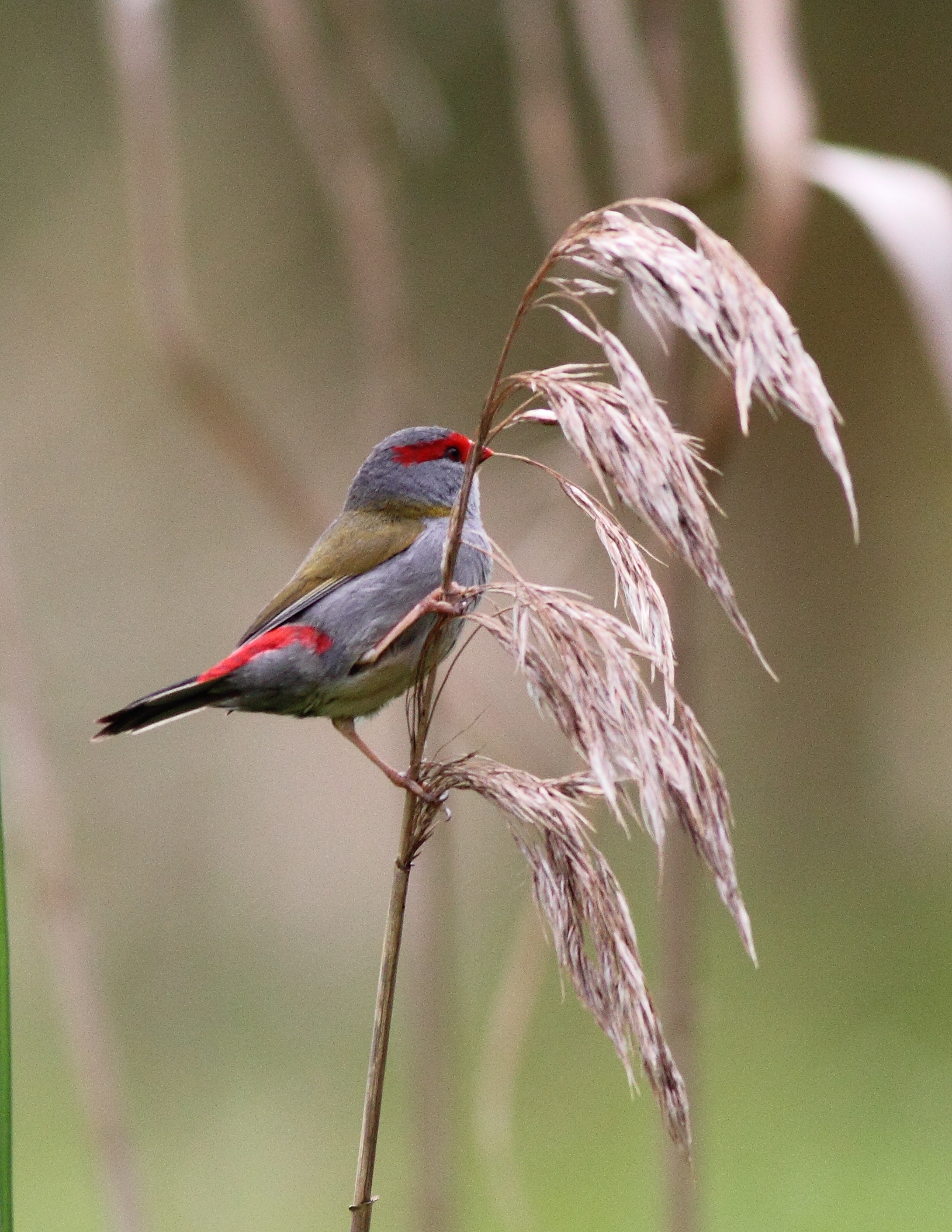
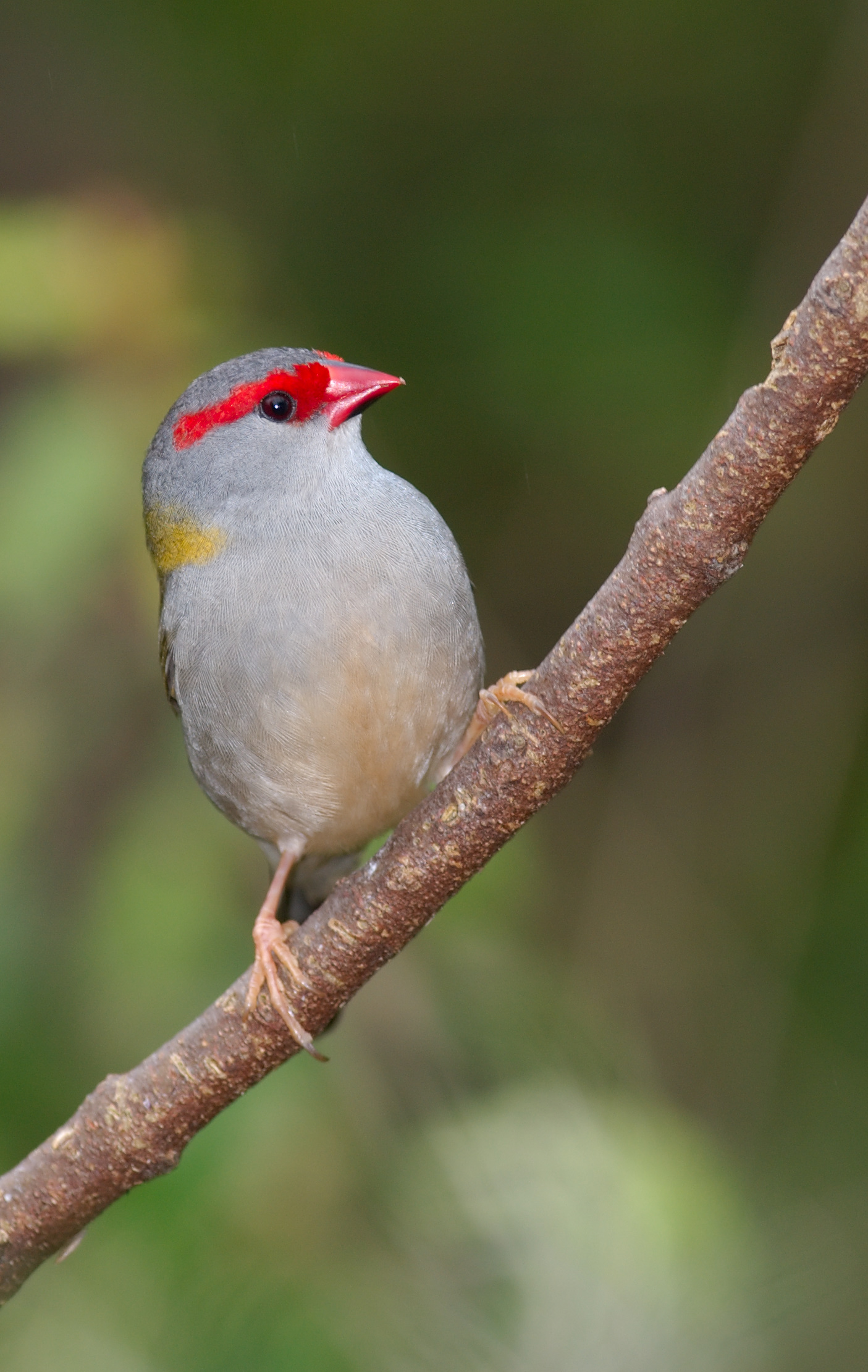
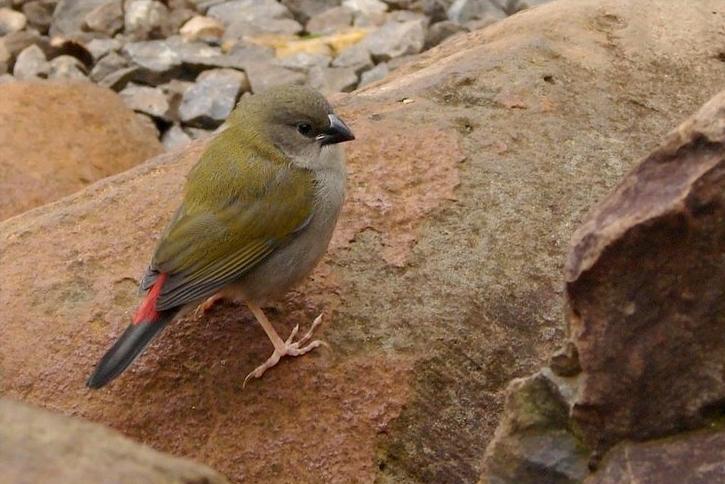
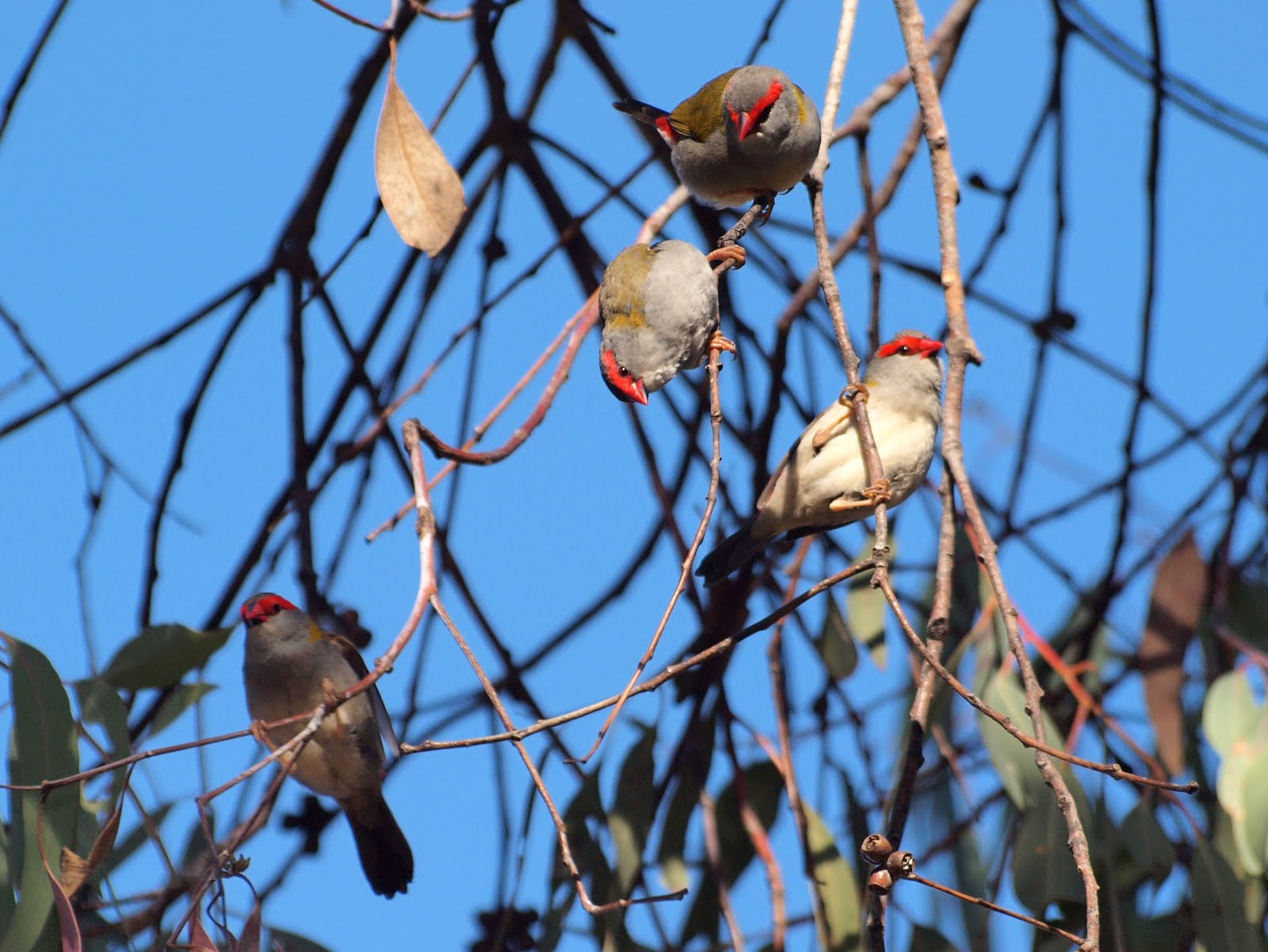